# Государственный институт русского языка имени А. С. Пушкина

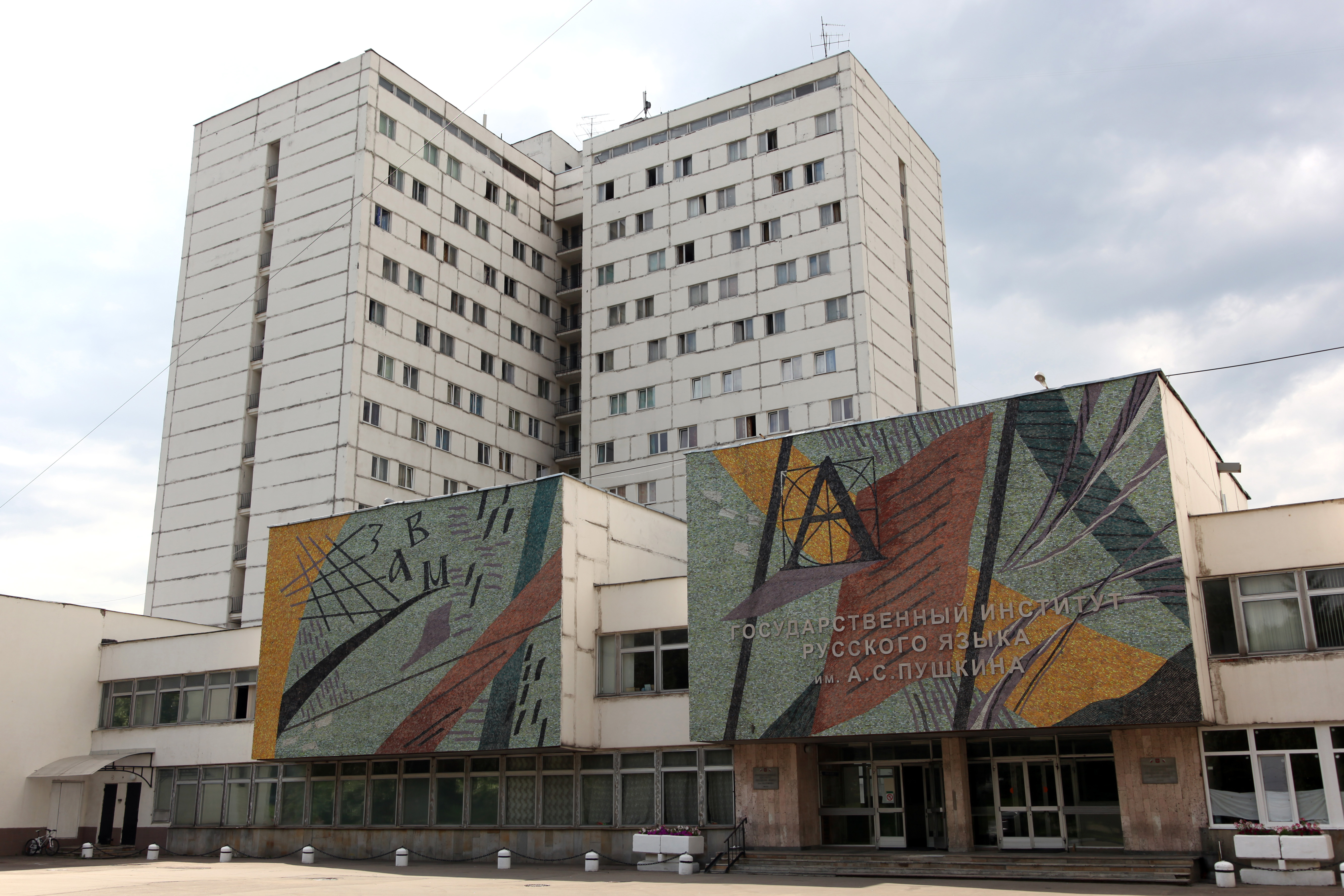
Прежний фасад Института

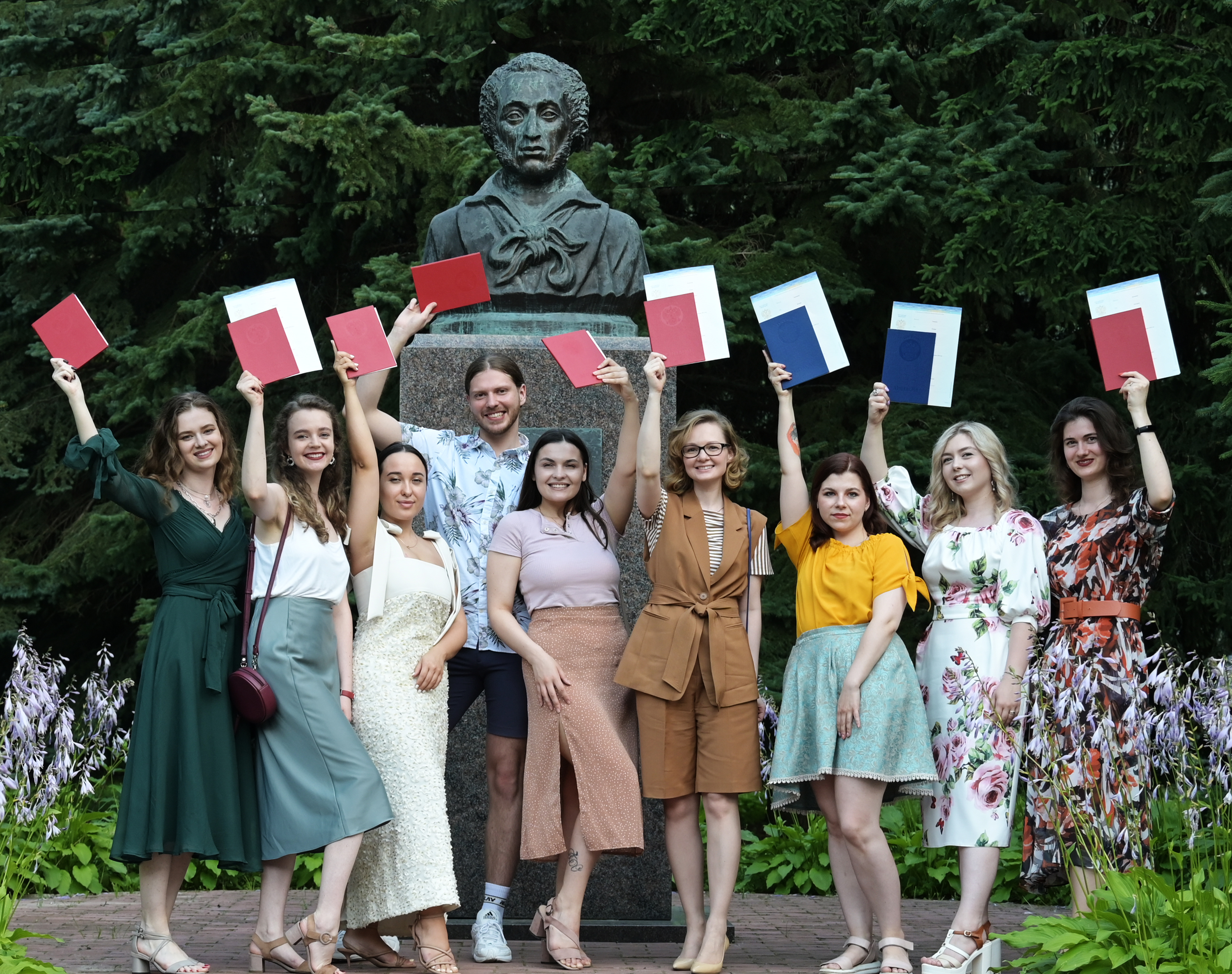
Бюст Пушкина на территории института

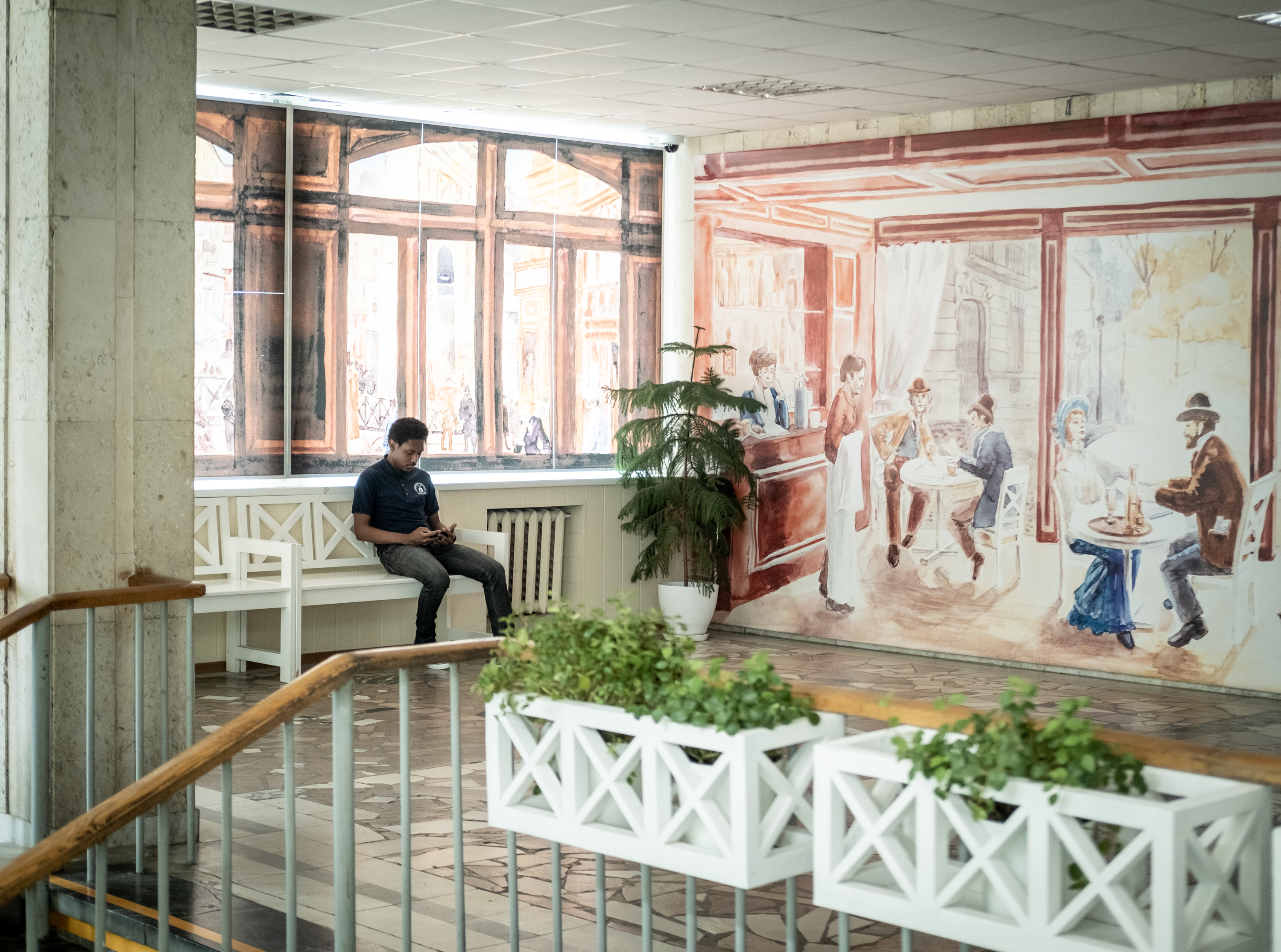
Холл второго этажа учебного корпуса

Госуда́рственный институ́т ру́сского языка́ и́мени А. С. Пу́шкина (Институ́т Пу́шкина, официальная аббревиатура — Гос. ИРЯ им. А. С. Пушкина) — российское учебное и научное заведение, занимающееся проблемами преподавания русского языка как иностранного.
Основан в 1966 году как Научно-методический центр русского языка при МГУ им. М. В. Ломоносова, в 1974 году стал самостоятельным учебным заведением — Институтом русского языка имени А. С. Пушкина, с 1998 года имеет статус государственного вуза.
С 2013 года — научно-методический и информационно-аналитический центр правительственной Программы продвижения русского языка и образования на русском языке.
20 ноября 2013 года Совет глав правительств Содружества Независимых Государств придал институту статус Базовой организации СНГ по преподаванию русского языка.
Также институт является одним из учредителей Российского тестового консорциума — одним из головных вузов, осуществляющих научно-методическое и организационное обеспечение государственной системы тестирования иностранных граждан по русскому языку.
В Институте работают специалисты по методике преподавания русского языка как иностранного, по методике преподавания русского языка и литературы в школе, по языкознанию, литературоведению и другим филологическим и гуманитарным дисциплинам.
Почти три четверти доходов института (74 %) приносят внебюджетные источники при том, что в среднем у российских вузов — лишь немногим больше 20 %. Институт зарабатывает как на платном приёме абитуриентов, так и на курсах повышения квалификации учителей школ, профессиональной переподготовки, на приёме экзаменов по русскому языку у иностранных граждан.
Первый директор, затем ректор, а позже — президент Института — один из его основателей, академик РАО, доктор филологических наук, профессор Виталий Григорьевич Костомаров. С 2001 по 2013 год ректором Института являлся доктор филологических наук, профессор Юрий Евгеньевич Прохоров. С декабря 2013 по апрель 2022 года Институт Пушкина возглавляла доктор педагогических наук Маргарита Николаевна Русецкая. С 20 сентября 2022 года по 12 апреля 2024 года ректором Института Пушкина являлась Наталья Сергеевна Трухановская. Наталья Трухановская была уволена за махинации с выдачей сертификатов о владении русским языком мигрантам.

## Структура института

### Ректорат
- Ректор института
- Президент института
- Проректор по учебно-воспитательной работе
- Проректор по инновационной деятельности
- Проректор по науке
- Проректор по административно-хозяйственной и экономической работе
- Советник по внешним связям
- Советник при ректорате по общим вопросам

### Филологический факультет
- Кафедра общего и русского языкознания
- Кафедра мировой литературы
- Кафедра социально-гуманитарных дисциплин
- Кафедра русской словесности и межкультурной коммуникации
- Кафедра методики преподавания русского языка как иностранного

### Факультет обучения русскому языку как иностранному
- Кафедра стажировки зарубежных специалистов
- Центр обучения РКИ

### Подготовительный факультет
- Кафедра русского языка как иностранного

### Факультет дополнительного образования
- Учебный отдел факультета дополнительного образования
- Кафедра современных методов обучения русскому языку
- Кафедра современных образовательных технологий
- Кафедра межкультурной коммуникации в гуманитарной сфере

### Управление научной деятельности
- Отдел координации научных проектов и аспирантуры
- Редакционный отдел
- Проектная научно-исследовательская лаборатория инновационных средств обучения русскому языку
- Центр нейрокоммуникативных исследований
- Отдел ресурсов по русскому языку для детей
- Информационно-библиотечный центр
- Центр судебной экспертизы

### Центр лингводидактики, языкового тестирования и содействия миграционной политике
- Организационно-аналитический отдел
- Отдел лингводидактики, государственного и сертификационного тестирования

### Управление инновационной деятельности и непрерывного образования
- Отдел инновационных проектов в образовании
- Отдел электронного контента и медиапроектов
- Научно-методический отдел по русскому языку

### Учебно-методическое управление
- Учебный отдел
- Отдел методической работы

### Центр продвижения русского языка и образования на русском языке
- Отдел молодёжных программ
- Отдел коммуникации и сопровождения проектов

## Основные направления деятельности
- реализация образовательных программ высшего образования:
  - 45.03.01 Филология, бакалавриат, 4 года;
    - по профилям: «Отечественная филология», «Преподавание филологических дисциплин» и «Прикладная филология».

  - 45.04.01 Филология, магистратура, 2 года;
    - по программам: «Русский язык как иностранный», «Медиакоммуникации в профессиональной сфере», «Филологическое обеспечение СМИ».

  - 45.04.02 Лингвистика магистратура, 2 года;
    - направление: «Общая и типологическая лингвистика и приложения в области языкознания»

  - 44.04.01 Педагогическое образование магистратура, 2 года;
  - направление: «Русский язык как иностранный»
  - подготовка научно-педагогических кадров в аспирантуре:
    - Педагогика  научная специальность:
      - 5.8.2 «Теория и методика обучения и воспитания (русский язык как иностранный)»);

    - Филология  научные специальности:
      - 5.9.1. Русская литература и литературы народов Российской Федерации
      - 5.9.5. Русский язык. Языки народов России
      - 5.9.8. Теоретическая, прикладная и сравнительно-сопоставительная лингвистика.
- переподготовка и повышение квалификации работников с высшим образованием и научно-педагогических работников высшей квалификации;
- обучение русскому языку иноязычных слушателей из зарубежных стран и национально-государственных образований в составе Российской Федерации;
- осуществление научно-исследовательской работы в области русского языка и использование полученных результатов в образовательном процессе;
- разработка эффективных средств обучения русскому языку как иностранному и неродному;
- организация и осуществление международных связей;
- обобщение и анализ информации о функционировании русского языка как средства международного общения;
- поддержка изучения русского языка и культуры России за рубежом, оказание организационно-методического содействия зарубежным центрам русистики.

## Международная олимпиада по русскому языку для школьников зарубежных стран

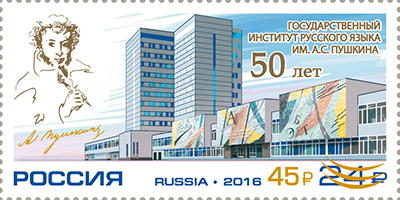
Почтовая марка, 2019 год

Международная олимпиада по русскому языку проводится с 1972 года по двум конкурсным направлениям. Первое направление предназначено для старшеклассников зарубежных школ, изучающих русский язык как иностранный. Второе — для старшеклассников зарубежных школ с русским языком обучения. До 2016 года Олимпиада проводилась раз в четыре года, а после стала ежегодной. За время проведения олимпиады участниками финалов стали более 3 000 зарубежных школьников.
Олимпиада проходит в несколько этапов: отборочный этап и полуфинал проводятся дистанционно на портале «Образование на русском», а очный финал — в Москве. Школьники выполняют экзаменационные задания по русскому языку в устной и письменной форме, защищают проекты по страноведению, участвуют в творческом конкурсе «Юный оратор».
В результате финальных испытаний определяются 10 абсолютных победителей Олимпиады и призёры в дополнительных номинациях. Абсолютные победители получают право на обучение в российских вузах по программам филологической/лингвистической направленности за счет средств бюджета Российской Федерации.
Учредителями олимпиады является Министерство образования и науки Российской Федерации, Государственный институт русского языка им. А. С. Пушкина, Международная ассоциация преподавателей русского языка и литературы (МАПРЯЛ) и Россотрудничество.
Абсолютные победители в 2016 году:
| Имя участника      | Страна      |
| ------------------ | ----------- |
| Данил Никуленко    | Грузия      |
| Нгуен Кам Нгок     | Вьетнам     |
| Элина Шавга        | Молдова     |
| Анастасия Миронова | Молдова     |
| Серджиу Голан      | Румыния     |
| Камила Шахидова    | Таджикистан |
| Анастасия Пузикова | Беларусь    |
| Татьяна Кинцель    | Казахстан   |
| Чжан Юйци          | Китай       |
| Грета Вислоцките   | Литва       |

Абсолютные победители в 2017 году:
| Имя участника       | Страна      |
| ------------------- | ----------- |
| Маммадзаде Айдан    | Азербайджан |
| Оганян Анита        | Армения     |
| Хаецкая Мария       | Беларусь    |
| Кровицкая Анастасия | Казахстан   |
| Лацис Жанис         | Латвия      |
| Горностаюте Моника  | Литва       |
| Ткаченко Светлана   | Молдова     |
| Матлак Хуберт Филип | Польша      |
| Йоцич Милица        | Сербия      |
| Маджгаль Ирена      | Черногория  |

## Большой универсальный словарь русского языка

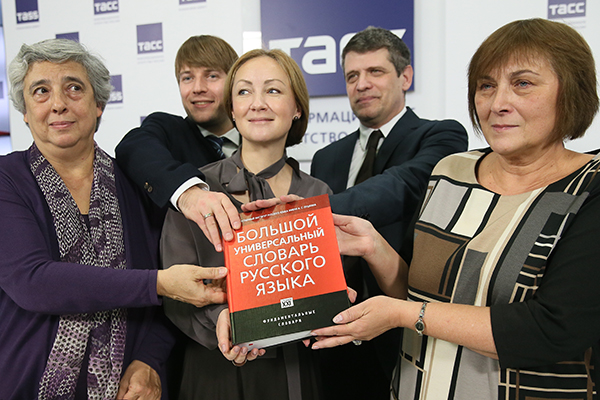
Презентация Словаря (ноябрь 2015)

«Большой универсальный словарь русского языка» — результат 25-летнего труда авторского коллектива Государственного института русского языка им. А. С. Пушкина под руководством доктора филологических наук Валерия Морковкина. В словаре представлены в алфавитном порядке наиболее употребительные слова, составляющие лексическое ядро русского языка (около 30 000 слов).
Идея создания словаря была высказана Валерием Морковкиным в 1973 году в докладе «Об универсальном учебном словаре русского языка», но работа над нынешним словарем началась с конца 1980-х годов, и в его создании приняли участие Валерий Морковкин, Галина Богачева и Наталия Луцкая. По словам авторов, в словарь неоднократно вносились изменения: одни слова, такие, как «милиция», «пейджер», отходили на периферию, другие, наоборот, приходилось включать. В словаре можно найти такие термины, как «флешка», «хакер» и «халява».
Слова выстроены по алфавиту, к каждому из представленных дано значение, а также указаны грамматические особенности. Составители издания намеренно сделали акцент не на количестве слов, а на том, чтобы дать максимально полную характеристику отобранным единицам. Словарь отражает перемены, произошедшие в языке за последние время, дает правильные варианты ударений, предлагает омонимы, синонимы и антонимы.
Ректор Института Пушкина Маргарита Русецкая отметила, что институт, чьей миссией на протяжении 50 лет работы является распространение и сохранение русского языка, а задачей специалистов вуза — работа над словарями, издал в сотрудничестве с издательством «Словари XXI века» уже не один словарь. «Одним из ярчайших примеров этого сотрудничества стал лингвострановедческий словарь „Россия“, претерпевший четыре переиздания, а в 2015 году вышедший в виде мультимедийного онлайн-ресурса», — рассказала Маргарита Русецкая. Само направление «лингвострановедение» было придумано в СССР и впервые упомянуто в книге «Лингвистическая проблематика страноведения в преподавании русского языка иностранцам» (Москва, 1971 г.). Основоположником этого направления является академик Виталий Костомаров, основатель и первый ректор Института Пушкина.

## Портал «Образование на русском»
Портал «Образование на русском» https://pushkininstitute.ru/ — это дистанционная образовательная платформа для продвижения русского языка. Портал объединяет систему онлайн-курсов для обучения русскому языку, систему дистанционного повышения квалификации преподавателей русского языка, массовые открытые онлайн-курсы на русском языке. Портал «Образование на русском» начал свою работу 1 сентября 2014 года. За первые три года работы портал посетили 5,3 млн человек из 202 страны, 1,1 млн из которых зарегистрировались на портале.
На портале проводится обучение по направлениям «Русский язык как иностранный» и «Школа профессиональной поддержки» (Переподготовка по специальности «Русский язык как иностранный и методика его преподавания»).
Портал предоставляет возможность:
- обучиться русскому языку самостоятельно или под руководством авторитетного тьютора;
- пройти тестирование на знание русского языка и получить сертификат, подтверждающий ваш уровень;
- получить знания по различным тематикам на открытых онлайн-курсах на русском языке;
- стать партнером портала, заявив о себе и приняв участие в реализуемых на портале проектах в сфере изучения, продвижения и сохранения русского языка;
- повысить квалификацию преподавателю русского языка как иностранного в области профессиональной деятельности, освоив одну или несколько представленных на портале программ повышения квалификации.
- пройти профессиональную переподготовку специалисту смежной с филологией профессии и получить право осуществлять профессиональную деятельность в сфере преподавания русского как иностранного.

На портале проводятся олимпиады и конкурсы: Международная олимпиада по русскому языку для школьников зарубежных стран (отборочный этап), Международный конкурс по русскому языку «Артек», Международная онлайн-олимпиада по РКИ «Звучи, живая речь!», Международная онлайн-олимпиада «Русский с Пушкиным» и другие.
Технические возможности портала позволяют проверить степень освоения учебного материала по всем видам речевой деятельности: чтению, письму, слушанию и говорению.

## Оператор Программы продвижения русского языка и образования на русском языке
С 2013 года институт является научно-методическим и информационно-аналитическим центром правительственной Программы продвижения русского языка и образования на русском языке.
Инициаторы программы:
- Совет по русскому языку при Правительстве РФ[9];
- Министерство образования и науки Российской Федерации[10].

Цели программы:
- популяризация русского языка в мире и повышение уровня владения русским языком;
- конкурентоспособное позиционирование открытого образования на русском языке и обучение русскому языку в глобальном образовательном пространстве.

Партнёры:
- Федеральное агентство по делам Содружества Независимых Государств, соотечественников, проживающих за рубежом, и по международному гуманитарному сотрудничеству (Россотрудничество);
- Фонд «Русский мир»;
- Международная ассоциация преподавателей русского языка и литературы (МАПРЯЛ);
- Российское общество преподавателей русского языка и литературы (РОПРЯЛ);
- 20 вузов из 9 регионов России: Алтайский край, Карелия, Поволжье, Северный Кавказ, Сибирь, Урал, Центральный регион, Москва, Санкт-Петербург.

В рамках программы в целях предоставления доступа к образовательным ресурсам по русскому языку и учебным материалам на русском языке создан Интернет-портал «Образование на русском».
Основные ресурсы портала:
Школа русского языка как иностранного;
Русская школа — даёт возможность соотечественникам, проживающим за рубежом, учиться в соответствии с российскими стандартами; содержит дистанционные образовательные ресурсы по предметам с 1 по 4 класс, а также ресурсы по дополнительному образованию;
Школа профессиональной поддержки — программы дистанционного повышения квалификации преподавателей-русистов, подготовку кадров для преподавания русского языка, а также подготовку тьюторов дистанционного обучения.

## Центр лингводидактики, языкового тестирования и содействия миграционной политике
Центр лингводидактики, языкового тестирования и содействия миграционной политике занимается организацией и проведением государственного тестирования по русскому языку иностранных граждан и лиц без гражданства, желающих получить разрешение на работу в Российской Федерации (трудящихся-мигрантов), и иностранных граждан и лиц без гражданства, желающих получить гражданство Российской Федерации. Успешно прошедшие тестирование получают соответствующий государственный сертификат РФ по русскому языку.
Центр лингводидактики, языкового тестирования и содействия миграционной политике работает в области сертификации уровней владения русским языком как иностранным с 1992 г. За это время были разработаны 6 уровней владения русским языком повседневного общения для взрослых(по европейской шкале — уровни А1-С2), 6 уровней владения русским языком повседневного общения для детей школьного возраста (по европейской шкале — уровни А1-С2), 3 уровня владения русским языком делового общения (В1-С1) и 4 уровня владения русским языком в международном туристском бизнесе (РЭТ-0 -РЭТ-3).
В разработке системы тестирования Центра принимали участие сотрудники Государственного института русского языка имени А. С. Пушкина: член-корреспондент Российской академии наук, доктор филологических наук Митрофанова О. Д., кандидат педагогических наук Степанова Е. М., кандидат педагогических наук Журавлёва Л. С., кандидат педагогических наук Трушина Л. Б., кандидат педагогических наук Корчагина Е. Л., кандидат педагогических наук Лаврова Н. В., кандидат педагогических наук Исаев Н. П., кандидат педагогических наук Шиманюк Е. Г., кандидат педагогических наук Корепанова Т. Э., кандидат педагогических наук Калиновская М. М. Центр ингводидактики, языкового тестирования и содействия миграционной политике организует и принимает тестовые экзамены в России и за рубежом в 15 странах мира в 35 экзаменационных центрах. К каждой сессии разрабатываются закрытые варианты тестов.
С 2008 года аффилированный член ALTE (Европейской Ассоциации Лингвистических тестеров).

## Базовая организация СНГ по преподаванию русского языка
Статус Базовой организации государств-участников Содружества Независимых Государств по преподаванию русского языка придан Государственному институту русского языка им. А. С. Пушкина решением Совета глав правительств СНГ 20 ноября 2013 года. Цели создания Базовой организации СНГ по преподаванию русского языка: организационное, учебно-методическое и кадровое обеспечение распространения и преподавания русского языка, русской литературы и культуры специалистами государств — участников СНГ с учётом потребностей интеграционного взаимодействия государств — участников Содружества.
Основными направлениями деятельности Базовой организации являются:
- Реализация в рамках СНГ основных образовательных программ высшего образования и дополнительных профессиональных программ, в том числе:
  - подготовка преподавателей по специальности «русский язык и литература» со специализацией в преподавании русского языка как иностранного/неродного;
  - повышение квалификации преподавателей-русистов;
  - подготовка научно-педагогических кадров путем организации различных форм послевузовского образования.
- Развитие и углубление сотрудничества с образовательными, научными и исследовательскими организациями государств — участников СНГ.
- Разработка, апробация и распространение учебно-методических и научно-исследовательских материалов в области преподавания русского языка.

При Базовой организации создан Общественный совет из представителей образовательных и научных структур государств — участников СНГ.

## Издательская деятельность
Ежегодно Государственный институт русского языка имени А. С. Пушкина выпускает десятки научных монографий, учебно-методических разработок: учебников, рабочих тетрадей материалов к урокам — всего того, что позволяет обеспечивать высокий уровень преподавания русского языка в стенах института и по всем миру. Среди авторов учебных пособий профессора Института Пушкина: А. Н. Щукин, Л. Л. Вохмина, Л. Б. Трушина, И. А. Орехова.
Для помощи педагогам, работающим в России и за границей, Институт в течение многих лет издает профессиональные периодические издания, основным из которых является журнал «Русский язык за рубежом»

### «Русский язык за рубежом»
Журнал был создан в 1967 году энтузиастами РКИ во главе с В. Г. Костомаровым. В 1971 г.
издание обрело международный статус как орган МАПРЯЛ. Выходит 6 раз в год. За 55 с лишним лет вышло более 300 выпусков. Распространяется в 30 странах Европы
и Азии. Издание публикует учебные материалы для использования на уроках русского языка как иностранного, тексты для чтения, методические и лингвистические разработки, сообщения о новостях в области преподавания РКИ. «Русский язык за рубежом» входит в рекомендованный ВАК РФ перечень ведущих рецензируемых изданий, в которых могут быть опубликованы результаты научных исследований соискателей ученой степени доктора
и кандидата наук. Журнал включён в базу данных Российского индекса научного цитирования (РИНЦ). Сайт: http://journal.pushkin.institute/
Профиль в РИНЦ: https://elibrary.ru/title_about.asp?id=9077

### «Мировая русистика»: серия специальных выпусков журнала «Русский язык за рубежом»
Проект Института Пушкина, цель которого — дать каждой стране, где любят, учат и исследуют русский язык, в полный голос заявить о своей уникальной научной школе. Пилотным выпуском в 2015 г. стал журнал «Финская русистика». Благодаря активной работе специалистов Ханойского филиала Института Пушкина, появился второй спецвыпуск — «Вьетнамская
русистика». На данный момент выпущено более 20 журналов о русистике таких стран, как Южная Корея, Китай, Франция, США, Англия, Китай, страны СНГ и др. Издания предоставлены в свободном доступе на сайте института: https://www.pushkin.institute/sciences/russkiy_yazyk_za_rubezhom/ на портале «Образование на русском»: https://journal-rla.pushkininstitute.ru/

### «Международный аспирантский вестник. Русский язык за рубежом»
Основан в 2008 году как приложение к журналу «Русский язык за рубежом», для того, чтобы
дать возможность аспирантам и соискателям учёной степени кандидата наук из разных стран публиковать
результаты своих исследований, проведённых в процессе работы над диссертациями. В 2017 г. издание получило новое регистрационное свидетельство, и стало официальным научным журналом Института Пушкина. Входит в рекомендованный ВАК РФ перечень ведущих рецензируемых изданий и включено в базу данных Российского индекса научного
цитирования (РИНЦ). Страница журнала: https://journal.pushkin.institute/aspvest/

### «Типология морфосинтаксических параметров»
Журнал открытого доступа в области теоретической лингвистики и лингвистической типологии. Продолжает традицию ежегодных публикаций серии «Типология морфосинтаксических параметров» (2014—2017), издававшихся в МГГУ им. М. А. Шолохова, МПГУ и Гос. ИРЯ им. А. С. Пушкина. Миссия издания состоит в поддержке работ, сочетающих современные методы исследования с интересом к анализу материала разноструктурных языков; в публикации наиболее значимых материалов и дискуссий в области теоретической и типологической лингвистики; в обеспечении диалога между различными теоретическими платформами и школами исследований в российской и зарубежной лингвистике. Журнал включён в базу данных Российского индекса научного цитирования (РИНЦ) и базу данных European Reference Index for the Humanities and Social Science (ERIH PLUS). Входит в рекомендованный ВАК РФ перечень ведущих рецензируемых изданий. Сайт журнала: https://tmp.sc/

### «Русская речь»
Научно-популярный журнал Института русского языка им. В. В. Виноградова РАН, Государственного института русского языка им. А. С. Пушкина и Российской академии наук. Издаётся с января 1967 года. Журнал индексируется в информационно-аналитической системе научного цитирования РИНЦ и включен в перечень рецензируемых изданий ВАК РФ.

## События
6 июня 2011 года Гос. ИРЯ им. А. С. Пушкина посетил третий Президент Российской Федерации Д. А. Медведев. Своим указом он объявил 6 июня Днём русского языка.
22 мая 2017 года в Гаванском университете открылась кафедра русского языка Института Пушкина. Ранее филиал Института в Гаване существовал с 1977 до начала 1990-х годов.
29 мая 2017 года Президент России Владимир Путин посетил Институт Пушкина, который работает на территории Российского духовно-культурного православного центра в Париже. Вместе с мэром Парижа Анн Идальго Президент России побывал на репетиции детского концерта, который готовится ко Дню русского языка.
В 2022 году вуз вошел в Международный рейтинг «Три миссии университета», где занял позицию в диапазоне 901—1000 из 1800 университетов мира. В предметных рейтингах RAEX занял 9-е место в направлении «Филология и журналистика».

## Партнёрская сеть «Институт Пушкина»
Государственный институт русского языка им. А. С. Пушкина с 2014 года осуществляет деятельность по формированию и развитию партнерской сети «Институт Пушкина», под которой понимается добровольное объединение юридических лиц, разделяющих общие подходы к продвижению, популяризации русского языка и литературы, а также осуществляющих активную деятельность, направленную на создание условий для обеспечения доступа к программам изучения русского языка, открытого образования на русском языке в мире.
Президент Российской Федерации В. В. Путин на IV Всемирном конгрессе соотечественников, состоявшемся 31 октября 2018 г., отметил: «Создана партнерская сеть „Институт Пушкина“, задача которой — сделать общедоступными программы изучения русского языка».
Партнерская сеть создана под эгидой Совета при Правительстве Российской Федерации при поддержке Министерства образования и науки Российской Федерации, а также включена в Стратегию государственной культурной политики Российской Федерации до 2030 г.
Основные цели и задачи деятельности партнерской сети Института:
·поддержка изучения русского языка в мире;
·создание, выявление и распространение передовых технологий обучения русскому языку и литературе;
·продвижение форм и сервисов открытого образования на русском языке;
·организация образовательно-просветительских мероприятий в целях продвижения русского языка и образования на русском;
·формирование единого информационного пространства программ
и событий по продвижению русского языка и образования на русском языке.
В настоящее время Партнерская сеть «Института Пушкина» включает в себя более 160-ти партнерских организаций из более чем 60-ти стран, а также имеет 4 центра русского языка — г. Париж, Французская Республика; г. Гавана, Республика Куба; г. Ханой, Социалистическая Республика Вьетнам; Балканский Центр русистики на базе СОК «Камчия» в Республике Болгария. В 2021 году в целях расширения и укрепления сотрудничества в научной, образовательной, просветительской сферах в рамках партнерской сети «Институт Пушкина» при поддержке Минобрнауки России были открыты совместные кафедры русского языка «Института Пушкина» на базе российско-национальных (славянских) университетов в Армении, Белоруссии, Киргизии и Таджикистане.
Наиболее востребованные направления сотрудничества с зарубежными партнерами:
·научное и образовательное сотрудничество;
·совместные образовательные и просветительские мероприятия;
·обучение русскому языку на базе Института Пушкина;
·обучение русскому языку на территории партнеров (выезд преподавателей Института Пушкина, дистанционное обучение, предоставление учебно-методических материалов);
·повышение квалификации преподавателей русского языка как иностранного, работающих за рубежом (как на базе Института Пушкина, так и с выездом преподавателей Института Пушкина на территорию партнера);
·стажировки преподавателей русского языка как иностранного;
·подготовка учителей русского языка;
·проведение сессий тестирования по русскому языку;
·открытие центров и кафедр русского языка на базе зарубежных образовательных организациях;
· научная, образовательная и методическая поддержка существующих за рубежом центров и кафедр русского языка;
· профессиональная поддержка педагогов-русистов;
·информирование зарубежных специалистов в области преподавания русского языка, о достижениях научно-методических школ русистики в странах изучения русского языка, о новых современных технологиях обучения, культурно-образовательных мероприятиях.

## Международная волонтёрская программа «Послы русского языка в мире»
«Послы русского языка в мире» — международная волонтёрская программа, участники (студенты, аспиранты и молодые специалисты в возрасте от 18 до 35 лет) которой с помощью игровых средств и интерактивных форм знакомят иностранных школьников и студентов с русским языком, культурой и литературой, а также повышают грамотность и популяризируют литературу среди российских детей и молодёжи.
Программа реализуется Государственным институтом русского языка им. А. С. Пушкина с 2015 года при поддержке органов государственной власти, Фонда президентских грантов и Фонда поддержки публичной дипломатии имени А. М. Горчакова
В декабре 2020 года программа «Послы русского языка в мире» стала финалистом конкурса «Доброволец Москвы-2020» и полуфиналистом конкурса «Доброволец России-2020».
Цели программы:
1. внедрение эффективных механизмов использования волонтёрских форм и вовлечение молодёжи в добровольческую (волонтёрскую) деятельность по продвижению русского языка и образования на русском языке, а также в сфере сохранения культурного наследия Российской Федерации;
2. продвижение, поддержка и укрепление позиций русского языка, а также популяризация отечественной культуры, литературы, образования и российской науки в детской и молодёжной среде в России и за рубежом;
3. содействие внешнеполитическому курсу Российской Федерации по выстраиванию дружеских и партнёрских отношений с другими государствами.

Результаты реализации программы:
По результатам конкурсных отборов участниками программы стали 283 человека из 95 вузов (в оргкомитет поступило более 5 500 заявок из 160 вузов).
С начала реализации программы более 47 000 школьников и студентов из России и зарубежных стран стали участниками просветительских мероприятий послов русского языка.
В 2021 году программа была поддержана Министерством науки и высшего образования Российской Федерации, а также Фондом поддержки публичной дипломатии им. А. М. Горчакова.
За период с 2015 года было проведено более 55 образовательно-просветительских экспедиций.
За реализацию программы «Послы русского языка в мире» Институт Пушкина объявлен победителем премии «Развитие регионов. Лучшее для России», номинация: «Лучшая образовательно-просветительская экспедиция», категория: «Наука и образование».

## Руководители

### Действующие
- Н. В. Гусев (и. о.) — к.филол.н, доцент (с 19 апреля 2024 г.).

### Бывшие
- В. Г. Костомаров — д.фил.н., профессор, академик РАО, ректор института (1973—2000), президент института (2001—2020);
- Ю. Е. Прохоров — д.п.н., д.фил.н., профессор, ректор института (с 2001 по 16 декабря 2013 г.);
- М. Н. Русецкая — д.п.н., ректор института (с 17 декабря 2013 г. по 18 апреля 2022 г.).
- Н. С. Трухановская — к.филол.н, доцент, ректор института (с 20 сентября 2022 г. по 19 апреля 2024 г.).

## Известные выпускники
- Асси, Доха (1970) — египетская писательница, общественный деятель, депутат парламента Египта.

## Дополнительные факты
На территории Института установлены два памятника А. С. Пушкину:
- Памятник писателю в полный рост напротив главного входа в институт, в фойе 1 этажа (скульптор Георгий Франгулян).
- Бюст на территории института (скульптор Леонид Ватник).